# Bàn Sơn Bảo Tích
Bàn Sơn Bảo Tích (zh. pánshān bǎojī/ p'an-shan pao-chi 盤山寶積, ja. banzan hōshaku), 720-814, là một vị Thiền sư Trung Quốc, là môn đệ và người nối pháp Thiền sư Mã Tổ Đạo Nhất. Sau khi được truyền tâm ấn, sư đến Bàn Sơn, ngọn núi ở miền Bắc Trung Quốc cạnh biên giới Bắc Triều Tiên. Tắc 37 trong Bích nham lục có nói đến Sư.
Tương truyền rằng, sư kiến tính ở giữa chợ, trong lúc theo dõi câu chuyện giữa ông bán thịt và một người khách. Người khách yêu cầu: "Cắt cho tôi một miếng thịt ngon." Ông bán thịt để dao xuống, khoanh tay đáp: "Miếng nào lại không ngon!". Sư nghe được có chút tỉnh. Nhân sau, lúc chứng cảnh xung quanh một đám ma, nghe người hát câu (Thích Phước Hảo & Thích Thông Phương dịch):
| 紅輪決定沉西去 未委魂靈往那方 幕下孝子哭哀哀 | Hồng luân quyết định trầm Tây khứ Vị uỷ hồn linh vãng na phương Mạc hạ hiếu tử khốc ai ai. | Vầng hồng quyết định về Tây lặn Chưa biết hồn linh đến chỗ nào? Dưới tấm màn hiếu tử khóc hu hu! |

tâm sư bừng sáng. Về thuật lại Mã Tổ, Tổ liền ấn khả chứng minh.